# Ron Aniello
Ron Aniello ist ein amerikanischer Songwriter, Musikproduzent, Komponist und Musiker, der mit Bruce Springsteen, Matthew Koma, Shania Twain, Wanting Qu, Gavin DeGraw, Lifehouse, Patti Scialfa, Barenaked Ladies, Guster, Jars of Clay und Bridgit Mendler, Sixpence None the Richer, Jude Cole, Vanessa Amorosi, Moshav Band und vielen weiteren Künstlern zusammengearbeitet hat. Darüber hinaus hat Aniello Partituren für Film und Fernsehen sowie für den Ringling Bros. and Barnum and Bailey Circus komponiert und wurde für die Grammy Awards nominiert.

## Werk
Aniello lebt in Los Angeles und besitzt dort ein Aufnahmestudio. Er produziert etablierte und aufstrebende Künstler sowohl in Los Angeles als auch in New York City. Im Jahr 2013 produzierte er Say the Words von Wanting Qu, das in Asien drei Hit-Singles hervorbrachte. Sowohl Aniello als auch Wanting wurden für einen GMA als Produzenten von Love Ocean als Single des Jahres nominiert.
Im Januar 2014 erreichte seine Arbeit an Springsteens High Hopes Platz 1 in 22 Ländern, darunter den Vereinigten Staaten und dem Vereinigten Königreich, und erhielt vom Rolling Stone Magazin eine Viereinhalb-Sterne-Rezension. Zu Aniellos neuesten Arbeiten gehört die Co-Autorschaft von Tiëstos Written in Reverse mit Hardwell und Matthew Koma für A Town Called Paradise, das am 13. Juni 2014 in Großbritannien veröffentlicht wurde und auf Platz drei debütierte.

## Auswahldiskografie
| Jahr | Künstler                 | Titel                                                                               | Rolle                       |
| ---- | ------------------------ | ----------------------------------------------------------------------------------- | --------------------------- |
| 1995 | Jude Cole                | I Don't Know Why I Act This Way                                                     | Producer/Engineer/Co-Writer |
| 1998 | Jude                     | No One Is Really Beautiful                                                          | Producer/Mastering          |
| 1999 | Kendall Payne            | Jordan's Sister                                                                     | Producer/Engineer           |
| 2000 | Juana Molina             | Segundo                                                                             | Producer/Engineer/Mastering |
| 2000 | Ian Hunter               | "Good Man in a Bad Time" from Once Bitten Twice Shy                                 | Co-Writer                   |
| 2000 | Lifehouse                | No Name Face                                                                        | Producer/Engineer           |
| 2000 | Shannon McNally          | Boulder Than Paradise EP                                                            | Producer/Engineer           |
| 2001 | Jude                     | King of Yesterday                                                                   | Producer/Engineer           |
| 2001 | Days of the New          | Days of the New                                                                     | Producer/Engineer           |
| 2002 | Lifehouse                | Stanley Climbfall                                                                   | Producer/Engineer/Co-Writer |
| 2002 | Shannon McNally          | Jukebox Sparrows                                                                    | Producer/Engineer/Co-Writer |
| 2002 | Sixpence None the Richer | "Waiting on the Sun" from Divine Discontent                                         | Producer/Engineer/Co-Writer |
| 2002 | Loudermilk               | The Red Record (Only selected tracks)                                               | Producer/Engineer           |
| 2003 | Guster                   | Keep It Together                                                                    | Producer/Engineer/Co-Writer |
| 2003 | Barenaked Ladies         | Everything to Everyone                                                              | Producer/Engineer           |
| 2003 | Matt Nathanson           | Beneath These Fireworks                                                             | Producer/Engineer           |
| 2003 | Jars of Clay             | Who We Are Instead                                                                  | Producer/Engineer/Co-Writer |
| 2004 | Lifehouse                | "Everybody Is Someone" from Wicker Park Soundtrack                                  | Producer/Engineer/Co-Writer |
| 2006 | Guster                   | Ganging Up on the Sun (Only 6 tracks)                                               | Producer                    |
| 2006 | Leigh Nash               | "Never Finish" from Blue on Blue                                                    | Co-Writer                   |
| 2006 | Jars of Clay             | "Water Under the Bridge", "There Is a River", & "Take Me Higher" from Good Monsters | Co-Writer                   |
| 2006 | Jeremy Camp              | Beyond Measure                                                                      | Producer/Engineer/Co-Writer |
| 2006 | Moshav                   | Misplaced                                                                           | Producer/Engineer/Co-Writer |
| 2007 | Justin King              | Fall/Rise                                                                           | Producer                    |
| 2007 | Patti Scialfa            | Play It As It Lays                                                                  | Co-Producer                 |
| 2007 | Ashley Tesoro            | Ashley Tesoro EP                                                                    | Producer                    |
| 2008 | Vanessa Amorosi          | Somewhere in the Real World (Only 7 tracks)                                         | Producer/Co-Writer          |
| 2008 | Candlebox                | Into the Sun                                                                        | Producer                    |
| 2009 | Jeremy Riddle            | The Now And Not Yet                                                                 | Producer                    |
| 2009 | Allison Iraheta          | Trouble Is                                                                          | Co-Producer/Co-Writer       |
| 2009 | Camera Can't Lie         | Days and Days EP                                                                    | Producer                    |
| 2010 | Ashley Tesoro            | Oh You Angel EP                                                                     | Producer                    |
| 2010 | Camera Can't Lie         | Upcoming Full Length                                                                | Producer                    |
| 2011 | Gavin DeGraw             | "Stealing", "You Know Where I'm At" from Sweeter                                    | Producer                    |
| 2012 | Bruce Springsteen        | Wrecking Ball                                                                       | Producer                    |
| 2012 | Ashley Tesoro            | Simply Worship EP                                                                   | Producer                    |
| 2014 | Bruce Springsteen        | High Hopes                                                                          | Producer                    |
| 2014 | Tiësto                   | Written in Reverse (feat. Matthew Koma)                                             | Co-Producer/Co-Writer       |
| 2017 | Shania Twain             | Now                                                                                 | Producer                    |
| 2019 | Bruce Springsteen        | Western Stars                                                                       | Producer                    |
| 2020 | Bruce Springsteen        | Letter to You                                                                       | Producer                    |
| 2022 | Bruce Springsteen        | Only the Strong Survive                                                             | Producer                    |

## Auszeichnungen

### Zertifizierungen
- Singles
  - 2000 – Hanging by a Moment; No Name Face; Lifehouse – 2× Platin
- Albums
  - 2000 – No Name Face; Lifehouse – 4× Platin

### Preise
- Grammy Awards
  - 2013 – Best Rock Album – Wrecking Ball – Nominiert
  - 2013 – Best Rock Song – We Take Care of Our Own – Nominiert
  - 2010 – Best Pop/Contemporary Gospel Album – The Long Fall Back to Earth; Jars of Clay; Essential Records – Nominiert
- Dove Awards
  - 2010 – Pop/Contemporary Album of the Year – The Long Fall Back to Earth; Jars of Clay; Essential Records – Gewonnen
  - 2007 – Rock/Contemporary Album of the Year – Good Monsters; Jars of Clay; Essential Records – Gewonnen
  - 2003 – Modern Rock/Alternative Recorded Song of the Year – Spin; Stanley Climbfall; Lifehouse; Sparrow Records – Nominiert
  - 2001 – Modern Rock Album of the Year – Jordan's Sister; Sparrow Records – Gewonnen